# Rudawy Siedmiogrodzkie

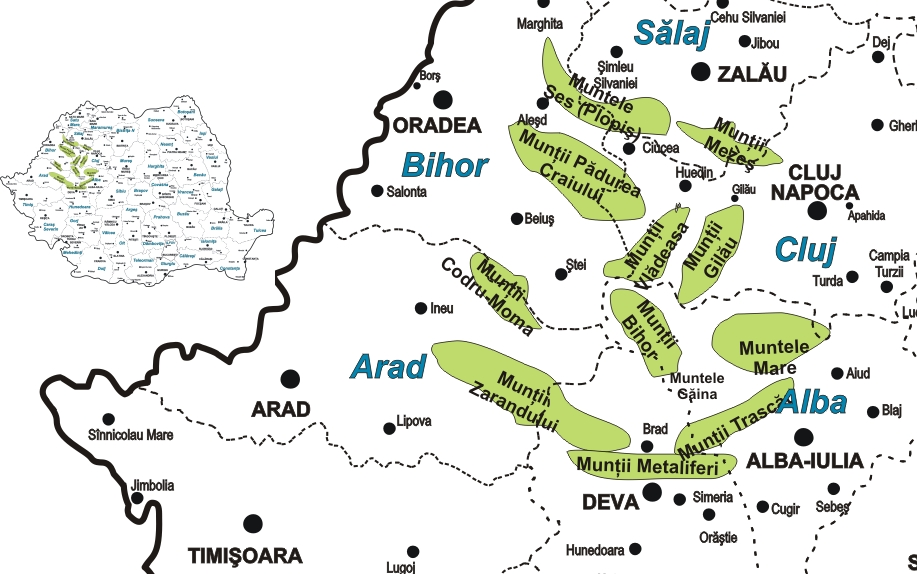
Główne pasma Gór Zachodniorumuńskich

Rudawy Siedmiogrodzkie (542.22; rum. Munții Metaliferi, węg. Erdelyi-erchegyseg, niem. Siebenbürgen-Erzgebirge) – góry w Rumunii (w Siedmiogrodzie). Należą do łańcucha Gór Maruszy w Górach Zachodniorumuńskich.
Rudawy Siedmiogrodzkie wznoszą się w południowej części Gór Zachodniorumuńskich. Od północy dolina Białego Kereszu dzieli je od Masywu Biharu, zaś dolina Abrud, przełęcz Arsurilor i rzeka Ampoi – od gór Trascău. Od południa Rudawy Siedmiogrodzkie otacza Bruzda Maruszy. Od zachodu potok Almaș, przełęcz Tătăroaei i potok Vața dzielą je od gór Zarand.
Rudawy Siedmiogrodzkie są pochodzenia wulkanicznego. Ich najwyższy szczyt to Fericelii (1172 m n.p.m.). Rudawy Siedmiogrodzkie charakteryzują się formami wulkanicznymi – stożki i zastygłe lawy bazaltowe.
Od czasów starożytnych w górach wydobywano metale, od czego przybrały swoją nazwę.